# گرگ‌تباران
گرگ‌تباران (به لاتین: Canini) یک طبقه آرایه‌شناختی است که نشان‌دهندهٔ تبار سگ‌مانند زیرخانوادهٔ سگیان است و تبار خواهری روباه‌مانندها، روباه‌تباران است. این گرگ‌تباران حدود ۹ میلیون سال پیش به وجود آمدند. این گروه برای نخستین بار با سردهٔ Eucyon، عمدتاً توسط گونهٔ Eucyon davisi نشان داده شد که به‌طور گسترده‌ای در سراسر شمال آمریکا پخش شدند و پایه‌ای برای دیگر اعضای‌تبار هستند. اعضای آن به‌طور غیررسمی به عنوان سگ واقعی شناخته می‌شوند.
نام‌های رایج اکثر سگ‌های آمریکای جنوبی بر اساس شباهت شامل «روباه» است، اما آنها بیشتر به گرگ‌ها نسبت نزدیک‌تری دارند تا روباه‌تباران اوراسیا و آمریکای شمالی.

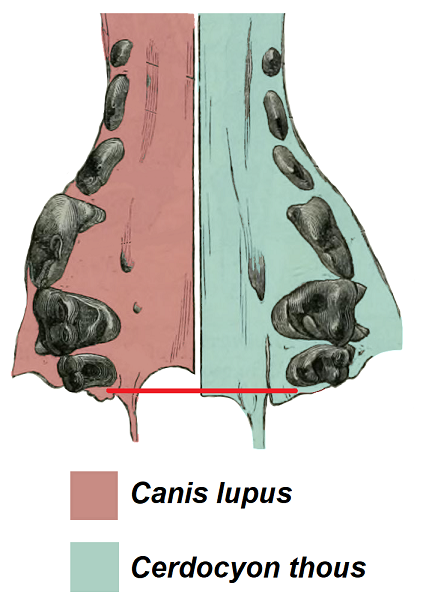
بخش شکمی جمجمه گرگ خاکستری و روباه خرچنگ‌خوار. توجه داشته باشید که چگونه استخوان پالاتین از ردیف دندان دومی امتداد می‌یابد.